# Gigmoto
Gigmoto est une municipalité des Philippines située dans l'est de la province de Catanduanes, dans la région de Bicol.

## Histoire
La municipalité a été créée en juin 1951 par séparation de celle de Viga, située plus au nord.

## Subdivisions
La municipalité de Gigmoto compte 9 barangays (districts) :
- Biong
- Dororian
- Poblacion District I
- Poblacion District II
- Poblacion District III
- San Pedro
- San Vicente
- Sicmil
- Sioron